# Kühlungsborn
Kühlungsborn is een gemeente in de Duitse deelstaat Mecklenburg-Voor-Pommeren, gelegen in de Landkreis Rostock. De stad telt 7.930 inwoners.

## Geografie
Kühlungsborn heeft een oppervlakte van 16,16 km² en ligt in het noordoosten van Duitsland. Het stadje wordt gekenmerkt door een overvloed aan historische gebouwen in de stijl van de badarchitectuur.

## Geschiedenis
Tussen Kühlung en de Oostzee vestigden zich al in de 12e eeuw de eerste boeren. Met de invoering van het eigendomsrecht in 1862, begon de bedrijvigheid rond badgasten en al snel werd als gevolg van de grote toevloed aan gasten het eerste hotel gebouwd. De naam "Kühlungsborn" ontstond echter pas in 1938 door de aaneensluiting van de dorpen Arendsee, Brunshaupten en Fulgen tot één grote gemeente met de daarbij behorende stadsrechten.

## Toerisme
Toeristen komen naar Kühlungsborn voor een kuur- of wellnessvakantie, maar ook om te surfen, of te duiken. De smalspoorbaan "Bäderbahn Molli" verbindt Kühlungsborn met de Oostzeebadplaatsen Heiligendamm en Bad Doberan. In Kühlungsborn zijn veel beboste lanen en in het centrum ligt een stadsbos. In Kühlungsborn bevindt zich een van de langste strandpromenades van Duitsland.